# Schälmesser

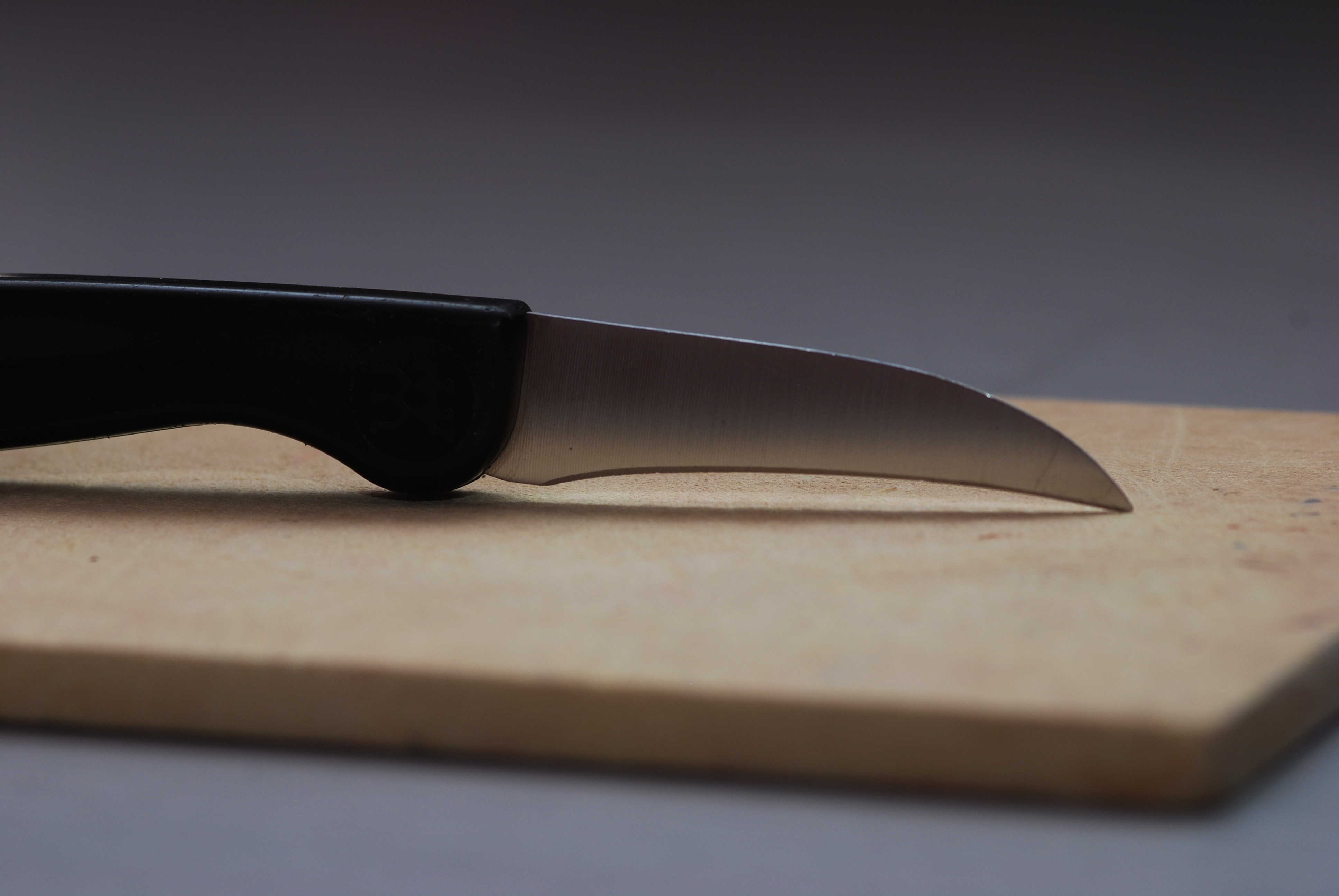
Typisches Schälmesser mit nach innen gebogener Klinge.

Ein Schälmesser oder Tourniermesser, regional auch Kneipchen, Aberrämmchen (nordhessisch), Knippchen, Hümmelken, Hölzestielchen (nach dem Holzgriff), Schneiddeiferl (fränkisch, bairisch), Zöppken (Solinger Platt) oder Pittermesser (womit allerdings häufig auch noch Varianten eines kleinen Allzweckmessers, mit gerader Klinge, gemeint sein können) ist ein vergleichsweise kleines Küchenmesser (Klingenlänge 8 cm) mit gerader oder auch gebogener Klinge, um Obst, Kartoffeln oder Gemüse zu schälen, ohne dass allzu viel Fruchtfleisch verloren geht. Dieselbe Funktion erfüllt auch ein Sparschäler. Neben dem Schälen im privaten Haushalt wird es in der Gastronomie verwendet, um zum Beispiel Schlosskartoffeln zu schnitzen. Beim Tournieren (frz.: in Form bringen) ergibt sich das Problem großen Verschnitts.